# Mongiana
Mongiana é uma comuna italiana da região da Calábria, província de Vibo Valentia, com cerca de 881 habitantes. Estende-se por uma área de 20 km², tendo uma densidade populacional de 44 hab/km². Faz fronteira com Arena, Fabrizia, Nardodipace, Serra San Bruno, Stilo (RC).

## Demografia
| Variação demográfica do município entre 1861 e 2011                               |
|                                                                                   |
| Fonte: Istituto Nazionale di Statistica (ISTAT) - Elaboração gráfica da Wikipedia |